# Corrado Ariaudo
Corrado Ariaudo (Ivrea, 26 febbraio 1960) è un imprenditore italiano.

## Storia
Consegue la laurea in Economia e Commercio all'Università di Torino.
Nel 1984 inizia la sua attività professionale in Ernst & Young e dal 1986 lavora per 17 anni in Olivetti. Lasciata Olivetti all'epoca della fusione con Telecom Italia, nel 2005 partecipa alla costituzione e quotazione di M&C.
Nel 2010 acquisisce la maggioranza azionaria di Comital SpA assumendo la guida operativa del Gruppo e nel 2015 realizza la cessione delle attività di laminazione di Comital, concentrando le attività  sui prodotti Cuki e Domopak nel settore dell'imballaggio alimentare.
Nel 2018 Corrado Ariaudo cede la proprietà della società al Gruppo Melitta, continuando a guidare il Gruppo Cuki perseguendo obiettivi di sviluppo sui mercati europei derivanti dalle intense sinergie nel settore del packaging alimentare con Cofresco Frischhalteprodukte, società interamente controllata da Melitta.

## L'esperienza in Olivetti
A fine 1985 entra in Olivetti e nel corso dei successivi 17 anni assume responsabilità progressivamente crescenti in Italia e all'estero: responsabile dei progetti di ristrutturazione del Gruppo, Direttore Auditing, Investor Relations, Direttore Amministrazione Finanza e Controllo di Gruppo, Amministratore Delegato di Olivetti Tecnost sino all'incarico di Direttore Generale di Olivetti nel 1999.

In Olivetti partecipa direttamente al processo di trasformazione dall'informatica alle telecomunicazioni, nelle più importanti operazioni realizzate dal Gruppo:
- nel settore informatico: la gestione delle diverse operazioni e trattative (fusioni, joint ventures, cessioni di business e di società) condotte per realizzare il progetto di ristrutturazione e ridimensionamento delle attività IT;
- nel settore delle telecomunicazioni: dall'assegnazione della prima licenza privata di telefonia mobile [3] (1994) alla successiva storia industriale di Omnitel e di Infostrada, sino all'organizzazione dell'OPAS su Telecom Italia (1999);
- nel settore dei giochi: lo sviluppo e la quotazione in borsa di Lottomatica (2001), allora controllata al 35% dal Gruppo Olivetti.

Alla fine del 2002 al delinearsi della fusione con Telecom Italia, Corrado Ariaudo lascia Olivetti per avviare nuove attività imprenditoriali.

## M&C
Nel 2005 partecipa alla costituzione, investe direttamente e organizza il fund raising della capitalizzazione finalizzata alla quotazione alla borsa di Milano di M&C, investment company che gestisce come Amministratore delegato per 5 anni.

## Il Gruppo Comital
In marzo 2010 lascia le deleghe esecutive di M&C e acquista dalla stessa la partecipazione di controllo di Comital , assumendone le cariche esecutive di Presidente e Amministratore Delegato, impegnandosi direttamente nel processo di ristrutturazione industriale e finanziario, condiviso con le banche creditrici.
Comital SpA che nella sede e stabilimento di Volpiano (TO) realizzava la produzione dei laminati di alluminio, controllando:
1. Cuki Cofresco SpA [5] azienda specializzata nella produzione (con stabilimenti a Frosinone e Pontinia) e vendita di imballaggi alimentari e di contenitori per la conservazione e la cottura degli alimenti - nei segmenti "largo consumo" (con i marchi Cuki [6] e Domopak [7]) e "professional" (con i marchi Cuki Professional [8] ed Europack) - e di prodotti per la casa (con Domopak Living nel settore storage) e sacchi per la nettezza (Domopak Spazzy);
2. FTS SpA, azienda specializzata nella produzione di tessuti tecnici in fibre speciali destinati ad applicazioni industriali o nel settore dei materiali compositi.

Nel contesto del processo di ristrutturazione industriale, le attività di laminazione (e il nome Comital) e FTS sono cedute a terzi operanti nel settore, realizzando un fondamentale obiettivo nel piano di rilancio industriale e di rafforzamento finanziario del Gruppo, completando il progetto di concentrazione delle risorse manageriali e finanziarie sulla produzione e commercializzazione dei prodotti Cuki e Domopak nel settore del packaging alimentare.

## Cuki Cofresco Srl
A esito della cessione delle attività industriali di Comital, la capogruppo assume la denominazione sociale di "Cuki Cofresco" e concentra la gestione sull'innovazione di prodotto e sullo sviluppo in nuovi mercati per rafforzare la leadership nel settore dei prodotti per la conservazione e la cottura degli alimenti, nel Largo Consumo (rotoli in alluminio, pellicola, carta forno, vaschette e sacchetti per la congelazione e la cottura) e nel settore Professional (con una ampia gamma di contenitori in alluminio e materiali plastici e bioplastici per l'industria alimentare, catering, ristorazione collettiva pubblica e privata e per l'autoconsumo della distribuzione organizzata).
Il Gruppo Cuki realizza un fatturato di 250 milioni di Euro (di cui un terzo all'estero) e occupa 540 addetti, di cui 420 in Italia nella sede di Volpiano e negli stabilimenti di Frosinone e Pontinia (LT), 50 in Cuki France e 60 nella controllata in Turchia.